# Чернелицька селищна територіальна громада
Чернелицька селищна громада — територіальна громада в Україні, в Коломийському районі Івано-Франківської області. Адміністративний центр — селище Чернелиця.
Утворена 5 травня 2017 року шляхом об'єднання Чернелицької селищної ради та Копачинецької, Кунисівської сільських рад Городенківського району.

## Населені пункти
До складу громади входять 1 смт (Чернелиця) і 9 сіл:
- Вільхівці
- Далешове
- Дубки
- Колінки
- Копачинці
- Корнів
- Кунисівці
- Репужинці
- Хмелева